# Piedras de ciervo

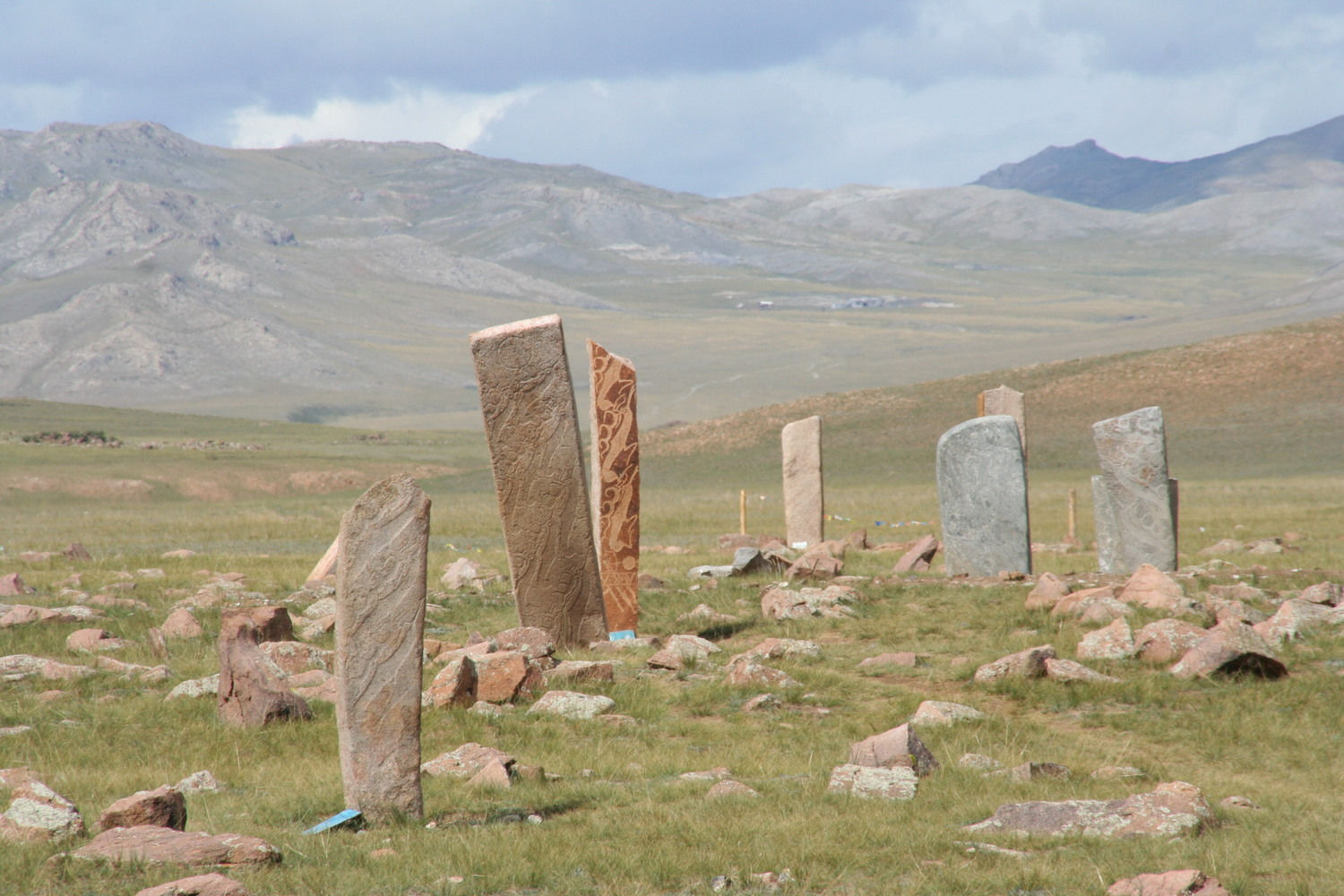
Conjunto de piedras de ciervo cerca de Mörön en la provincia mongola de Hövsgöl.

Las piedras de ciervo (en mongol: bugan chuluu; en cirílico mongol:буган чулуу) son un tipo de megalitos que se encuentran en el norte de Mongolia y Siberia. Su nombre proviene de sus grabados, que a menudo representan ciervos, a veces como a «punto de volar».
La región tiene alrededor de 800 piedras de ciervo que datan de finales del segundo milenio y principios del primer milenio a. C. Su significado todavía no se conoce bien.
La exposición «Gravures nomades» que se presentó en el Museo de Tende (Alpes Marítimos), Musée des Merveilles, fue prorrogada hasta el 30 de septiembre de 2020.

## Características

### Construcción

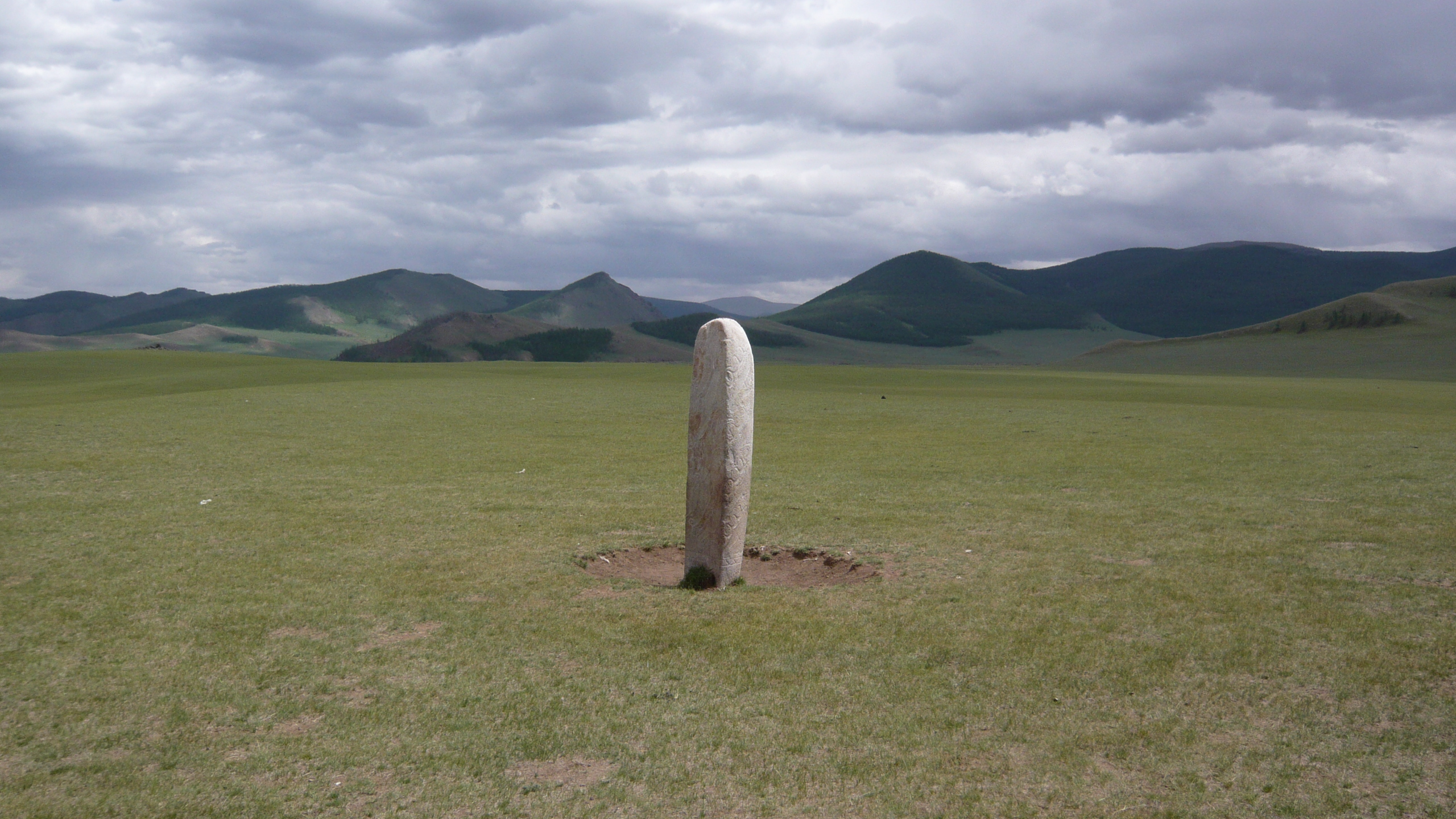
Una piedra de ciervo en la cuenca del río Orjón.

Las piedras de ciervo se construyeron en granito o roca verde, dependiendo de lo que era más abundante en la zona. Varían en altura, la mayoría superan 1 m de altura  pero algunas alcanzan hasta 4,5 m. La parte superior de las piedras puede ser plana, redondeada o rota, lo que sugiere que la parte superior original fue destruida deliberadamente. Las piedras están generalmente orientadas con su lado decorado hacia el este.
Los grabados y dibujos se completaron normalmente antes de que la piedra fuera erigida, aunque algunos muestran signos que indican que fueron grabadas en el sitio. Aparecen frecuentemente arcos y dagas, así como los típicos equipamientos de la Edad del Bronce: chisperos y riendas para guiar el atelaje de un carro. Estas representaciones permiten datar las piedras.

### Tipos
Según el investigador ruso Vitaly Vasilievitch Volkov, en sus investigaciones a lo largo de treinta años, las piedras de ciervo pueden clasificarse en tres tipos distintos:
- Clásico mongol: estas piedras están bien detalladas y los métodos de dibujo son elegantes. Generalmente describen a un guerrero con un estilizado reno en su pecho. Este tipo de piedra es preeminente en el sur de Siberia y el norte de Mongolia. Esta concentración sugeriría que estas piedras están en el origen de la tradición de las piedras de ciervo, y que los tipos posteriores la han simplificado e interpretado.[6]

- Oeste-Eurasiático: estas piedras poseen una región central, compartida por dos «cinturones», líneas horizontales. También tienen una especie de «pendientes», grandes círculos y cortes diagonales en grupos de dos o tres llamados «caras», y «collares», colecciones de agujeros que se asemejan a este tipo de objetos.

- Sayanes-Altái: estos se basan en los patrones de las piedras de Eurasia Occidental, incluyendo animales con patas rectas que parecen flotar en el aire, dagas y otras herramientas. La presencia de ciervos está claramente disminuida, y no suele enfatizar la relación entre el animal y el vuelo. Estas piedras se pueden subdividir en dos grupos:
  - Gorno-Altaisk: estas piedras tienen motivos de simples guerreros con herramientas en la región central. Existen motivos de ciervos, pero son raros.
  - Sayanes-Tuvá: similar, pero con menos representaciones animales. Los motivos de los ciervos están ausentes. El estilo es más simple, con solo cinturones, collares, pendientes y caras.

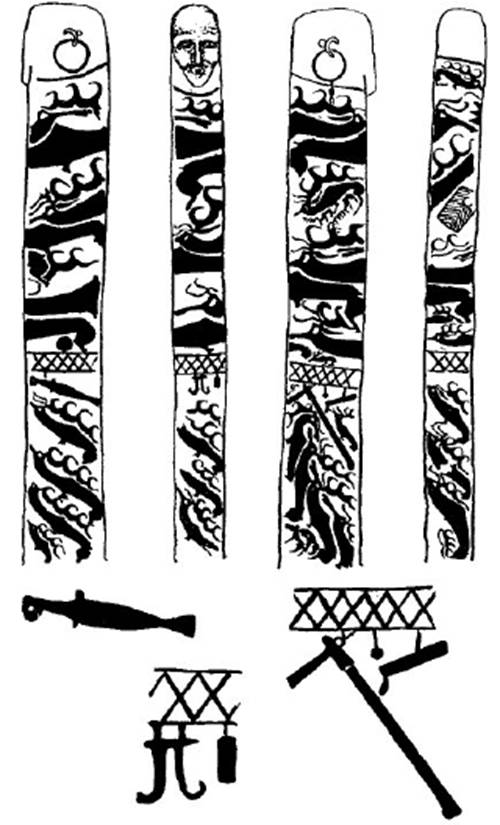
Mongol clásico.
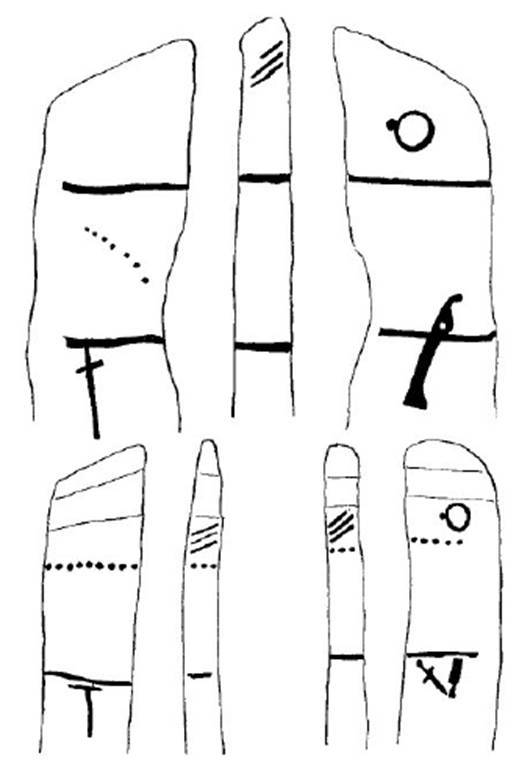
Oeste-Eurasiático.
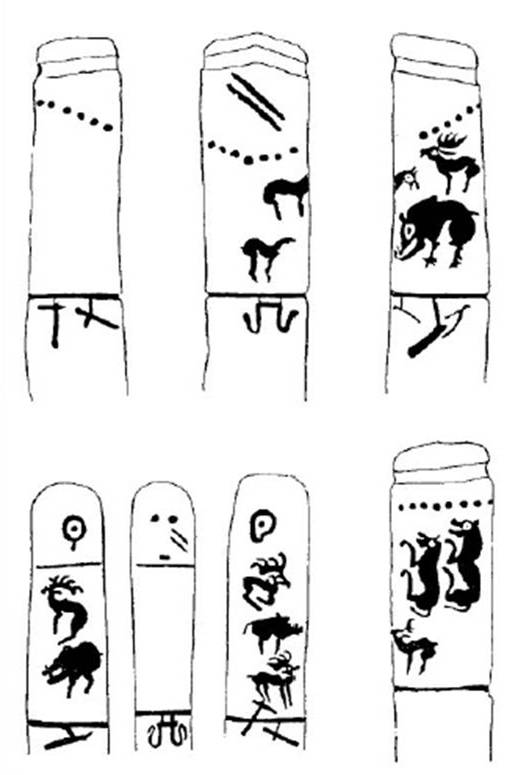
Sayanes-Altái.

### Iconografía
Las piedras de ciervo tienen patrones comunes y una multitud de formas de representarlas.
- Renos: el reno figura preeminentemente en casi todas las piedras de ciervo. Los más antiguos solo tienen imágenes de renos muy simples, pero su diseño se vuelve más detallado con el tiempo. Parece que 500 años después, aparecen complejas imágenes de renos voladores. De hecho, se describen mejor como volando en el aire que simplemente corriendo por el suelo. Piers Vitebsky los describe de la siguiente manera: «El ciervo está representado con el cuello extendido y las patas lanzadas hacia adelante y hacia atrás, como si no estuviera galopando sino saltando por el aire».[2] La cornamenta, a veces representada en pares, está extremadamente adornada, haciendo uso de grandes patrones espirales que pueden rodear a todo el ciervo. Estas astas a veces sostienen un disco solar u otra imagen relacionada con el sol. Otras obras del mismo período muestran el vínculo entre el reno y el sol, una asociación común en el chamanismo siberiano. Algunos de los guerreros representados enterrados llevan de renos provistos de astas adornadas con pequeñas cabezas de pájaros. Este motivo podría representar una transformación espiritual del chamán desde el domino terrenal al celestial. Las imágenes de renos también aparecen en los tatuajes de las representaciones de guerreros, por lo que es posible que este animal fuera considerado como un protector.[3] Según otra teoría, el espíritu del reno podría servir como guía del alma del guerrero.[6]

- Otros animales: muchos otros animales están representados en las piedras, especialmente en las de Sayanes-Altái. Incluyen representaciones de tigres, cerdos, vacas, ranas, pájaros y criaturas parecidas a caballos.[5] A diferencia de los renos, estos animales son dibujados en un estilo más natural. Esta falta de adornos podría significar su falta de importancia sobrenatural, un papel secundario en relación con el de los renos.[6] Estos animales, agrupados en parejas, a menudo se enfrentan entre sí, por ejemplo un tigre se enfrenta a un caballo.

- Armas y herramientas: Las armas y herramientas se pueden encontrar en todo tipo de piedras, pero las armas están particularmente representadas en las piedras del Sayanes-Altái.[5] Aparecen frecuentemente arcos y dagas, así como el típico equipo de la Edad del Bronce: chisperos y riendas para guiar el atelaje de un carro.[3] Estas representaciones permiten datar las piedras.

Motivos: Los motivos en llaves angulares aparecen de vez en cuando, principalmente en la parte superior de las piedras. Estos motivos podrían parecer escudos, lo que sugiere un vínculo entre las piedras y los conflictos armados. También se ha sugerido que esta claves angulares podrían ser un emblema chamánico que representa el esqueleto.
- Caras: Los rostros humanos son raros y generalmente se graban en la parte superior de las piedras. Estos rostros tienen la boca abierta, como si estuvieran cantando. Como la expresión vocal es un tema común e importante en el chamanismo, estos rostros podrían sugerir una relación entre las piedras de ciervo y el chamanismo.

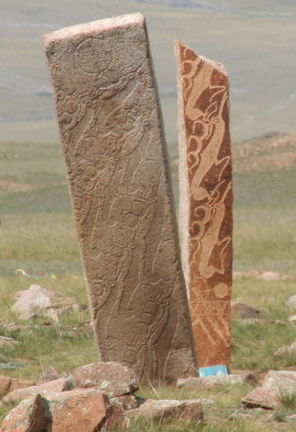
Detalles de dos piedras de ciervo.
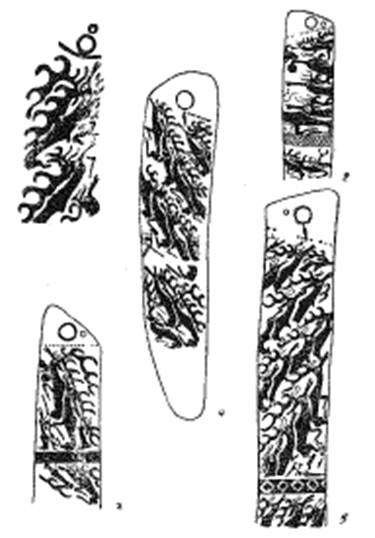
Varias aplicaciones del motivo de astas ornamentadas.
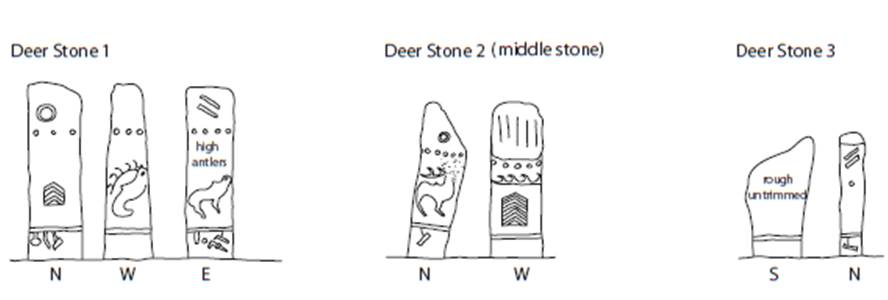
Algunas diferencias entre piedras.
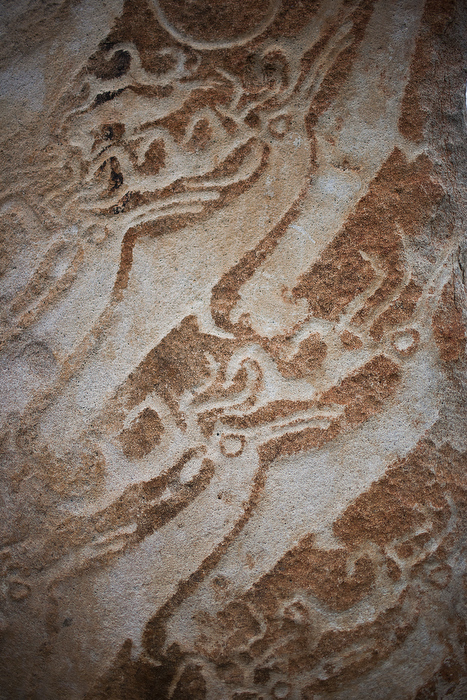
Gran plano sobre los motivos.

## Distribución geográfica
Los arqueólogos han identificado más de 900 piedras de ciervo en Asia Central y Siberia del Sur. Se encuentran imágenes similares en una zona más amplia del oeste, tan al oeste como Kubán, el Bug Meridional en Ucrania, Dobruja en Bulgaria y el río Elba,  pero también más al sur en Ladakh y Zanskar.

## Historia de los estudios y publicaciones
Las piedras de ciervo fueron probablemente erigidas por nómadas en la Edad del Bronce alrededor del 1000 a. C, aunque debe considerarse un nexo con las estelas de piedra cimerias y kurganes. Las culturas posteriores reutilizaron las piedras para sus propios túmulos o para kheregsüürss (o khirigsürs). Estos últimos monumentos de piedra, a menudo encontrados en Mongolia, tienen el aspecto de un montículo circular rodeado por una línea de piedras en forma de cuadrado. Desafortunadamente las piedras han sido a veces vandalizadas o saqueadas.
Existen varias teorías para explicar el propósito de las piedras de ciervo. Estas no existen solas, sino que generalmente se asocian con otros monumentos de piedra, a veces grabados. El suelo alrededor de estos conjuntos a menudo contiene restos de animales, como caballos. Estos están colocados debajo de las piedras auxiliares. Por otro lado, no se han encontrado restos humanos en los yacimientos, lo que invalida su uso como lápidas.
Los diseños de las piedras y la presencia de restos de sacrificios podrían sugerir un propósito religioso, tal vez un lugar para rituales chamánicos. Algunas piedras tienen un círculo en la parte superior y una daga estilizada y un cinturón en la parte inferior, lo que ha llevado a algunos investigadores, como William Fitzhugh, a especular que las piedras podrían representar un cuerpo humano espiritualizado, en particular el de un guerrero o de un jefe.  Esta teoría se ve reforzada por la gran variedad de piedras, cada una de las cuales puede estar unida al individuo que representa.
En 1892, Vassili Radlov publicó una colección de dibujos de piedras de ciervo de Mongolia. Los dibujos de Radlov muestran las imágenes de ciervos altamente estilizadas y su marco. Radlov muestra que en algunos casos las piedras se colocaron según los motivos que sugieren las paredes de una tumba, mientras que en otros casos se erigieron en elaborados motivos circulares, para un uso que sigue siendo desconocido, tal vez ritual.
En 1954, Aleksei Okladnikov publicó un estudio de una piedra de ciervo encontrada en 1856 por D.P. Davydov cerca de Ulán-Udé, conocida como la piedra de Ivolga que actualmente está expuesta en el Museo Histórico de Irkutsk. Okladinkov identifica las imágenes de ciervos como renos, data los grabados desde el siglo VI o VII a. C. y concluye de su colocación y otras imágenes que estaba asoció con ritos funerarios y que se trata de un monumento a un jefe guerrero de alta extracción social.
En 1981, Vitaly Vasilevich Volkov publicó un estudio, entonces el más completo, sobre el tema. Identificó dos tradiciones culturales de las piedras de ciervo. Las del Este parecen estar asociados a cementerios compuestos de tumbas con losas sobre el suelo. La otra tradición los asocia con estructuras circulares, sugiriendo su uso en el centro de los rituales.
En 2006, el Deer Stone Project del Instituto Smithsoniano y la Academia de Ciencias de Mongolia comenzó a registrar digitalmente las piedras mediante un escaneo tridimensional. Las publicaciones de Esther Jacobson-Tepfer, en 2010  y 2015, ofrecen una visión científica completa de la cuestión: estudio de las localizaciones en el espacio, según los movimientos de población y la situación de cada lugar en su propio paisaje, estudio de los motivos iconográficos y su vinculación con las poblaciones posiblemente concernidas (que han sido objeto de estudios recientes).